# Groton, Connecticut
Groton je grad u američkoj saveznoj državi Connecticut. Prema popisu stanovništva iz 2010. u njemu je živjelo 10.389 stanovnika.